# Derry City
Der Derry City Football Club (irisch: Cumann Peile Chathair Dhoire) ist ein 1928 gegründeter Fußballverein aus der nordirischen Stadt Derry. Der Verein nahm früher am Spielbetrieb der nordirischen Irish Football League teil. Aufgrund der gewaltsamen Auseinandersetzungen im Nordirlandkonflikt zog sich der Verein 1972 aus der nordirischen Liga zurück. Seit 1985 nimmt Derry City als einziger nordirischer Fußballverein am Ligasystem der Republik Irland teil.

## Geschichte

### Die Vorgeschichte (1902–1928)
Der im Jahre 1902 gegründete Derry Celtic Football Club wurde im Jahre 1913 aus der Irish Football League gewählt. Durch diese Abstimmungsniederlage war die Stadt Derry für einige Jahre ohne Erstligafußball. Diese Abstinenz wurde durch den Ersten Weltkrieg, den Osteraufstand und die Teilung Irlands verlängert. Die Teilung Irlands führte zur Gründung von zwei Fußballverbänden und zwei Fußballligen. Die Bewohner der Stadt Derry waren irritiert darüber, dass ihre Stadt keinen Fußballverein in der ersten nordirischen Liga hatte. Die benachbarte Stadt Coleraine, die nur ein Viertel der Einwohner von Derry hat, hatte seit der Aufnahme ihres FC Coleraine in die nordirische Liga einen solchen Erstligaverein.

### Die ersten Jahre in der nordirischen Liga (1929–1949)
1928 versammelte sich eine Gruppe von Fußballfans und gründete einen neuen Verein. Die Gründerväter waren der Meinung, dass der Vereinsname „Celtic“ zu sehr irisch-nationalistisch geprägt und daher die unionistische Minderheit der Stadtbevölkerung nicht ansprechen würde. Der Streit um den offiziellen Namen der Stadt war zur damaligen Zeit noch kein Politikum wie viele Jahre später. Während die katholischen Nationalisten die Stadt als „Derry“ bezeichnen, wird die Stadt von den protestantischen Unionisten „Londonderry“ genannt. Daher entschied man sich für den Namen Derry City. Am 9. Mai 1928 trat Derry City den North West Football Association bei. Etwa zwei Wochen später fuhr eine Delegation des Vereins zum jährlichen Treffen der Irish-Football-League-Verein und bewarb sich um die Aufnahme in die Liga. Derrys Antrag wurde abgelehnt, weil die Bewerbung zwei Tage nach dem Fristablauf eingegangen war.
Ein Jahr später wurde Derry City in die Irish Football League aufgenommen und nahm den Platz des Vereins Queen’s Island ein. Pläne für den Kauf eines eigenen Stadions scheiterten aufgrund des engen Zeitplans. Die Stadt Derry wies dem Verein das Brandywell Stadium zu. Bis heute spielt Derry City in diesem Stadion. Am 22. August 1929 feierte Derry City mit einem Heimspiel gegen den FC Glentoran sein Debüt in der Irish Football League. Durch ein Tor von Peter Burke führte City zur Halbzeit mit 1:0, verlor aber noch mit 1:2. Der erste Sieg wurde am 7. September 1929 eingefahren. Bei Newry Town gewann City mit 3:2. Die erste Saison wurde auf dem fünften Platz beendet.
Der erste „Star“ des Vereins war Jimmy Kelly, der 1930 verpflichtet wurde. Innerhalb von 21 Jahren erzielte er 363 Tore für Derry und wurde irischer und nordirischer Nationalspieler. 1932 griff der Club erstmals nach der Meisterschaft. Drei Spieltage vor Saisonende führte City die Tabelle an, nur um die verbleibenden Spiele zu verlieren. Trotz 107 erzielter Saisontore wurde City nur Vierter. Nach der Saison wurden die Trikots der Mannschaft verändert. Von nun an trugen die Spieler weiße Trikots und schwarze Hosen. Schon nach einem Jahr erhielten die Trikots rote Streifen. Die Trikots ähnelten denen des englischen Vereins Sheffield United. Bis auf eine kurze Unterbrechung Ende der 1950er Jahre tragen die Spieler noch heute diese Trikots. Durch die roten Streifen entstand der Spitzname „Candystripes“.
1936 erreichte Derry das Finale des nordirischen Pokals. Nach Verlängerung stand es unentschieden, so dass ein Wiederholungsspiel die Entscheidung bringen musste. Hier war der Finalgegner Linfield erfolgreich. Erst 1949 kehrte City in das Pokalfinale zurück. Dieses Mal war Derry erfolgreich und schlug Glentoran mit 3:1. Glentoran ging in Führung. Durch Tore von Hugh Covlan und Matt Doherty drehte Derry das Spiel. Nach einer Verletzung musste Jimmy Kelly vom Platz getragen werden. Die Mannschaftsärzte konnten ihn erfolgreich behandeln, so dass Kelly auf den Platz zurückkehren konnte. Barney Cannon sorgte für den 3:1-Endstand.

### Die 1950er und 1960er Jahre
Nach dem Pokalsieg 1949 ging es sportlich nach unten. 1954 wurde Derry nur Drittletzter, erreichte aber erneut das Pokalfinale. Wieder hieß der Gegner Glentoran und wieder ging Derry als Außenseiter in das Spiel. Sowohl das Finale als auch das erste Wiederholungsspiel endeten unentschieden. Das zweite Wiederholungsspiel konnte Derry durch ein Tor von Con ONeill für sich entscheiden. Zwischen 1956 und 1962 trugen die Spieler von Derry City neue Trikots, die vom Aussehen her denen der Wolverhampton Wanderers ähnelten. Die Trikots brachten aber keine Erfolge. 1961 wurde die Gehaltsobergrenze abgeschafft und die Spieler von Derry City wurden zu Halbprofis.
Im Jahre 1964 konnte Derry zum dritten Mal den nordirischen Pokal gewinnen. Wieder hieß der Gegner Glentoran. Während des Jahres blieb die Mannschaft in 47 Spielen in Folge ungeschlagen. Durch den Pokalsieg qualifizierte sich Derry erstmals für den Europapokal. In der ersten Runde des Europapokals der Pokalsieger war gegen Steaua Bukarest Endstation. In der Meisterschaft war man erfolgreicher. Nach einem 5:1-Sieg über den FC Ards war die erste und einzige nordirische Meisterschaft perfekt. Fay Coyle wurde Torschützenkönig und Doug Wood Fußballer des Jahres. Ebenfalls 1965 trat Derry bei einem Freundschaftsspiel gegen die Spanische Fußballnationalmannschaft in Madrid an. Die spanische Auswahl gewann mit 3:1.
Durch die Meisterschaft qualifizierte sich Derry für den Europapokal der Landesmeister. In der ersten Runde traf man auf Lyn Oslo, verlor in Norwegen aber zunächst mit 5:3. Im Rückspiel konnte der Verein die Partie allerdings zu seinen Gunsten drehen und schließlich mit 5:1 gewinnen. Derry war damit die erste nordirische Mannschaft, die den Einzug in die zweite Runde eines Europapokalbewerbs geschafft hatte. Doch in der nächsten Runde warteten ungeahnte Schwierigkeiten auf den Verein, die das Verhältnis zum nordirischen Verband IFA auf eine harte Probe stellen sollten. Wenige Tage nach dem Erfolg im Europapokal erklärte die IFA das Brandywell-Stadion als zu unsicher für die Austragung von Europapokalspielen, ungeachtet der Tatsache, dass der Verband diese Bedenken vor dem Heimspiel gegen Oslo nicht vorgebracht hatte.
In den Reihen Derry Citys wurde für die Entscheidung der IFA sektiererische Motive ausgemacht, die mit fortschreitender Zuspitzung des Nordirlandkonflikts immer unverhohlener in den Vordergrund rückten. So war es für die protestantisch geprägte IFA offenbar nur schwer zu ertragen, ausgerechnet einen katholisch-nationalistischen Verein in der zweiten Runde des Europapokals zu sehen. Eine Anfrage beim Verband zu möglichen Verbesserungsmaßnahmen am Stadion blieb unbeantwortet. Stattdessen wurde Derry City anheimgestellt, Heimspiele im Europapokal künftig in Belfast auszutragen oder ersatzweise im Stadion des protestantisch geprägten Coleraine FC, das sich überdies in einem kaum besseren Zustand als das Brandywell-Stadion befand. Letztlich wies Derry das Ansinnen des Verbandes zurück, trat aber dennoch zum Hinspiel beim Zweitrundengegner RSC Anderlecht in Brüssel an, wo man mit 9:0 unterlag. Vor dem geplanten Rückspiel inspizierte eine belgische Delegation das Brandywell-Stadion, brachte aber keinerlei Einwände vor, während auch die UEFA im Zustand des Stadions keinen Hindernisgrund für die Austragung eines Europapokalspiels erkannte. Die Letztentscheidung wurde jedoch der IFA übertragen, die allerdings auf ihrem Standpunkt beharrte. In der Folge sah sich Derry City gezwungen, auf die Austragung des Rückspiels ganz zu verzichten und sich aus dem laufenden Bewerb zurückzuziehen, womit Anderlecht kampflos in die nächste Runde einzog. Das Verhältnis zwischen Derry City und dem nordirischen Verband sollte sich nicht mehr verbessern.

### Derry im Zeichen des Nordirlandkonflikts (1969–1985)
Bis weit in die 1960er Jahre verliefen Spiele im Brandywell-Stadion für die meisten nordirischen Vereine problemlos. Trotz der politischen Unterschiede gab es keine Ausschreitungen oder Gewalttaten. Dies änderte sich im Jahre 1969, als sich die Unruhen in der Provinz in bürgerkriegsähnliche Zustände verwandelten. Fußballspiele zwischen Mannschaften mit katholischen und protestantischen Hintergrund bekamen eine neue Dimension. Das Brandywell-Stadion lag außerhalb der Reichweite der Royal Ulster Constabulary und der britischen Armee, so dass das Stadion immer mehr zu einer unsicheren Zone wurde. Das Stadion von Derry City war nur einen Steinwurf entfernt von den Schauplätzen des „Battle of the Bogside“ (1969) und des Bloody Sunday (1972).
Auch wenn Derry City ein nationalistisch-katholisch geprägter Verein ist, spielte die Religion keine Rolle bei der Frage, ob ein Spieler für Derry spielen konnte oder nicht. Bei Derry City wurden die Trikots von Spielern beider Konfessionen getragen.
Am 25. Januar 1969 mussten die Fans des FC Linfield von der Polizei aus dem Brandywell-Stadion evakuiert werden, nachdem es im Stadion zu Ausschreitungen kam. Es war bis zum Jahr 2005 das letzte Spiel beider Mannschaften in Derry. 1971 erreichte Derry City erneut das Pokalfinale, unterlag aber gegen den FC Distillery mit 0:3. Im September 1971 erreichte der Konflikt einen neuen Tiefpunkt. Eine Gruppe Jugendlicher, die keinerlei Verbindungen zum Verein hatte, setzte den Mannschaftsbus von Ballymena United in Brand. Immer mehr Vereine schlossen sich aus Sicherheitsgründen Linfields Weigerung, in Derry zu spielen, an. Auch die Royal Ulster Constabulary erklärte das Brandywell-Stadion als unsicher. Derry wollte daraufhin seine Heimspiele in Limavady oder Ballybofey austragen. Beide Spielorte wurden vom Verband abgelehnt. Ballybofey kam für den Verband nicht in Frage, da es sich hier um einen Ort in der Republik Irland handelt.
Als letzten Ausweg wurde die Stadt Coleraine als neuer „Heimspielort“ auserkoren. Coleraine ist mehrheitlich protestantisch-unionistisch und liegt etwa 50 Kilometer von Derry entfernt. Da viele Fans aus politischen und finanziellen Gründen nicht nach Coleraine fahren wollten, musste Derry City mit schwindenden Zuschauerzahlen und finanziellen Problemen kämpfen. Im Oktober 1972 beantragte der Verein bei der Liga die Wiederzulassung des Brandywell-Stadions als Heimspielstätte. Dabei wurde Derry vom FC Portadown unterstützt. Der Liga wurde ein Bericht der Sicherheitskräfte vorgelegt, nachdem das Brandywell-Stadion nicht mehr und nicht weniger gefährlich ist als andere Stadien in der Liga. Auf einer Ligasitzung kam es zu einer Abstimmung. Fünf Vereine stimmten für Derrys Antrag, sechs dagegen. Der FC Coleraine enthielt sich, so dass der Antrag abgelehnt wurde. Am 13. Oktober 1972 zog sich der Verein aus der nordirischen Liga zurück.
In den folgenden Jahren lebte der Verein als Amateurmannschaft in einer lokalen Liga weiter. Dieser Zeitraum wird von den Fans als „The Wilderness Years“ (engl.: „Die Jahre in der Wildnis“) bezeichnet. Jedes Jahr wurde bei der Liga ein formelles Aufnahmegesuch eingereicht mit dem Brandywell-Stadion als Heimspielstätte. Jedes Jahr wurde das Gesuch abgelehnt. Die Vereinsführung hatte den Verdacht, dass Derrys Aufnahmegesuche aus politischen und religiösen Gründen abgelehnt werden. Aus diesem Grund richtete die Vereinsführung ihre Augen gen Süden.
Seit 1983 arbeitete der Verein an dem visionären Projekt, den Verein in das Ligasystem der Republik Irland zu bringen. Diese Pläne wollte der nordirische Verband durchkreuzen. IFA-Präsident Harry Cavan behauptete, dass die FIFA-Statuten das Spielen in der Liga eines anderen Verbandes untersagten. In der Republik Irland waren die Vereinsvertreter uneinig über eine eventuelle Aufnahme von Derry City. Derrys Pläne erhielten Unterstützung von Vereinen beider Verbände. Insbesondere die Finn Harps (Republik Irland) und der FC Glentoran (Nordirland) unterstützten Derrys Vorhaben. Nachdem sich weitere nordirische Vereine für einen Wechsel ausgesprochen hatten, kam es im August 1984 zu einem Treffen zwischen Vertretern beider Ligen in Dundalk. Die nordirische Liga gab Derrys Bitten nach und erteilte eine Ausnahmegenehmigung. Innerhalb der Liga gab es Befürchtungen, dass weitere nordirische Vereine in die irische Liga wechseln wollten.
Nach einer Reihe von Freundschaftsspielen gegen irische Clubs wie dem Dundalk FC oder die Shamrock Rovers wurde Derry City mitgeteilt, dass der Verein in die neu eingeführte First Division der League of Ireland aufgenommen wird. Voraussetzung war aber, dass die IFA keinen Einspruch erhebt und die FIFA grünes Licht gibt. Weder die FIFA noch die UEFA sprachen sich gegen den Wechsel aus und Derry konnte in der irischen Liga antreten. Mit dem Wechsel in die League of Ireland nahm der Verein das Halbprofitum wieder an.

### Derry in der League of Ireland (1985 bis heute)
Am 8. September 1985 empfing Derry City den Verein Home Farm FC aus Dublin im Rahmen des Ligapokals. Mit einem 3:1-Sieg konnte Derry erfolgreich in die neue Ära der Vereinsgeschichte starten. In der ersten Saison im irischen Fußball gewann Derry das „League of Ireland First Division Shield“ gegen Longford Town. Auch wenn Derry nichts mehr mit dem nordirischen Fußball zu tun hatte, bekamen die Spieler und Fans den Hass der protestantisch-unionistischen Bevölkerung zu spüren. Die Busse der Mannschaft und der Fans wurden häufig mit Steinen oder anderen Gegenständen beworfen, so dass die Busse teilweise Umwege fahren mussten. Zwei Jahre nach der Aufnahme in die League of Ireland konnte Derry den Aufstieg in die höchste Spielklasse feiern.
Der Aufstieg wurde mit großem Enthusiasmus gefeiert. In den folgenden Jahren konnte der Verein für irische Verhältnisse hohe Zuschauerzahlen verbuchen. 1988 wurde Jonathan Speak Torschützenkönig der League of Ireland und Derry erreichte das Pokalfinale, das gegen Dundalk verloren wurde. Ein Jahr später schaffte Derry das historische Triple aus Meisterschaft, Pokal und Ligapokal. Im Europapokal der Landesmeister traf Derry in der ersten Runde auf Benfica Lissabon. Nach einer 1:2-Heimniederlage schied Derry durch ein 0:4 im Rückspiel aus. 1997 wurde der Club erneut Meister. Dazu kamen drei Pokalsiege und sechs Ligapokalsiege. Im Juli 1997 schlug Derry bei einem Turnier Celtic Glasgow mit 3:2. Es war das erste Spiel von Derry City, das im Fernsehen live übertragen wurde. Am 7. Oktober 1998 fand in Derry ein Benefizspiel für die Opfer des Bombenanschlags in Omagh statt. Unter den Gastspielern war der damalige französische Nationalspieler David Ginola.
Im September 2000 stand der Verein kurz vor dem Bankrott. Der Verein hatte Steuerschulden in Höhe von circa 180.000 Pfund Sterling. In einer beispiellosen Aktion wurde Geld für den Verein gesammelt. Derry trug Freundschaftsspiele gegen Celtic Glasgow, Manchester United und den FC Barcelona aus. Mit den Einnahmen konnte der Verein seine Schulden abbauen, geriet aber in Abstiegsnöte. 2003 wurde Derry Vorletzter und musste in die Relegation gegen die Finn Harps. Der entscheidende Treffer für Derry fiel erst in der Verlängerung des Rückspiels. 2004 wurde Stephen Kenny Manager und führte wieder das Vollprofitum ein. Schon ein Jahr später griff Derry nach der Meisterschaft. Vor dem letzten Spieltag führte Derry die Tabelle an und benötigte beim Zweiten Cork City nur ein Unentschieden. Cork gewann das Spiel und für Derry blieb nur der zweite Platz.
Durch den Sieg im Ligapokal 2005 nahm Derry am Setanta Sports Cup teil, einen Wettbewerb zwischen Vereinen aus der Republik Irland und Nordirland. Zum ersten Mal seit dem Rückzug aus der nordirischen Liga 1972 spielte Derry City wieder gegen Linfield oder Glentoran. Im UEFA-Pokal sorgte Derry durch einen 5:1-Sieg beim schottischen Verein FC Gretna für Schlagzeilen. Zuvor hatte Derry schon den IFK Göteborg aus dem Wettbewerb geworfen. Das Aus kam in der ersten Hauptrunde gegen Paris Saint-Germain. Auf nationaler Ebene holte Derry den Pokal und den Ligapokal. Im Pokalfinale gegen St Patrick’s Athletic lag Derry dreimal zurück, um noch mit 4:3 zu gewinnen. Im Ligapokalfinale war die Mannschaft durch Platzverweise auf neun Spieler reduziert und gewann im Elfmeterschießen. Ein zweites Triple wurde verpasst. In der Meisterschaft war Derry am Saisonende punktgleich mit dem FC Shelbourne. Aufgrund der schlechteren Tordifferenz blieb nur der zweite Platz.
Da der FC Shelbourne aus finanziellen Gründen seine gesamte Mannschaft gehen ließ, rückte Derry für die Champions League nach.

## Stadion
Derry City spielt seit 1928 im städtischen Brandywell Stadium. Die Anlage befindet sich südwestlich der Bogside im Stadtteil Brandywell. Das Stadion wurde neben Fußball auch für Windhundrennen genutzt. Hierfür gab es eine ovale Rennbahn, die um das Spielfeld führte. Seit 2018 ist es nach dem Spieler Ryan McBride benannt.
Das Stadion hat seit der Renovierung 2017 eine Kapazität von 3.700 Zuschauern. Bei UEFA-Wettbewerben verringert sich die Kapazität auf 2.900 Sitzplätze.
Anfang der 1970er Jahre musste der Verein einige Heimspiele in fremden Stadien austragen. So fanden 1970 und 1971 die „Heimspiele“ gegen den FC Linfield im Windsor Park zu Belfast – der Heimspielstätte des FC Linfield – statt. Zwischen September 1971 und Oktober 1972 wurde der Verein gezwungen, seine Heimspiele in Coleraine – 50 Kilometer von Derry entfernt – auszutragen.

## Vereinsfarben und Wappen
In der ersten Saison trugen die Spieler von Derry City bordeauxrot-blaue Trikots. Vorbild hierfür waren die Trikots des englischen Vereins Aston Villa. 1932 wurden diese Farben durch ein weißes Trikot und schwarze Hosen eingetauscht. Schon zwei Jahre später liefen die City-Spieler erstmals in den noch heute verwendeten rot-weiß gestreiften Trikots auf. Hintergrund war der ehemalige Derry City-Spieler Billy Gillespie, der einst für Derry City spielte, bevor er bei Sheffield United Karriere machte. Da Sheffield United rot-weiß gestreifte Trikots trug, übernahm man in Derry diese Farben, die auch heute noch getragen werden. Eine Ausnahme bilden die Jahre zwischen 1956 und 1962. Zu dieser Zeit war Derry wenig erfolgreich und eine Änderung der Trikotfarben könnte, so die Hoffnung des Vorstands, dem Club neues Leben einhauchen. Die bernstein-schwarzen Trikots wurden durch die Wolverhampton Wanderers inspiriert, brachten aber keinen Erfolg für Derry. Unter den Fans waren die Farben unbeliebt, so dass der Verein 1962 zu den rot-weiß gestreiften Trikots zurückkehrte.
Im Verlauf der Jahre hatten die roten Streifen eine unterschiedliche Breite. Zu den Trikots tragen die Spieler heute weiße Socken, während früher jahrzehntelang schwarze getragen wurden. In den frühen Siebziger und Mitte der achtziger Jahre trugen die Spieler weiße statt schwarze Hosen. Die Auswärtstrikots hatten im Laufe der Zeit unterschiedliche Designs. Neben weiß wurden marineblaue Trikots mit grünen Streifen, weiße Trikots mit hellblauen Streifen oder schlicht schwarze Trikots getragen.
Bis weit in die achtziger Jahre des 20. Jahrhunderts waren die Trikots nicht mit dem Vereinswappen, sondern mit dem Wappen der Stadt Derry verziert. Im April 1986 startete der Verein einen Wettbewerb, in dem ein Vereinslogo gestaltet werden sollte. Das Wappen zeigt die „Foyle Bridge“, einen Fußball, die Vereinsfarben rot und weiß sowie das Gründungsjahr des Vereins. 1997 wurde ohne Angaben von Gründen das Logo modernisiert.

## Erfolge

### In Nordirland
- Meister: 1965
- Pokalsieger: 1949, 1954, 1964

### In der Republik Irland
- Meister: 1989, 1997
- Pokalsieger: 1989, 1995, 2002, 2006, 2012, 2022
- Ligapokalsieger: 1989, 1991, 1992, 1994, 2000, 2005, 2006, 2007, 2008, 2011, 2018
- Irischer Super Cup: 2023

## Europapokalbilanz
| Saison     | Wettbewerb                    | Runde                  | Gegner                  | Gesamt          | Hin           | Rück          |
| Nordirland | Nordirland                    | Nordirland             | Nordirland              | Nordirland      | Nordirland    | Nordirland    |
| ---------- | ----------------------------- | ---------------------- | ----------------------- | --------------- | ------------- | ------------- |
| 1964/65    | Europapokal der Pokalsieger   | Vorrunde               | Steaua Bukarest         | 0:5             | 0:3 (A)       | 0:2 (H)       |
| 1965/66    | Europapokal der Landesmeister | Vorrunde               | Lyn Oslo                | 8:6             | 3:5 (A)       | 5:1 (H)       |
| 1965/66    | Europapokal der Landesmeister | 1. Runde               | RSC Anderlecht          | 0:9             | 0:9 (A)       | 1             |
| Irland     |                               |                        |                         |                 |               |               |
| 1988/89    | Europapokal der Pokalsieger   | 1. Runde               | Cardiff City            | 0:4             | 0:0 (H)       | 0:4 (A)       |
| 1989/90    | Europapokal der Landesmeister | 1. Runde               | Benfica Lissabon        | 1:6             | 1:2 (H)       | 0:4 (A)       |
| 1990/91    | UEFA-Pokal                    | 1. Runde               | Vitesse Arnheim         | 0:1             | 0:1 (H)       | 0:0 (A)       |
| 1992/93    | UEFA-Pokal                    | 1. Runde               | Vitesse Arnheim         | 1:5             | 0:3 (A)       | 1:2 (H)       |
| 1995/96    | Europapokal der Pokalsieger   | Qualifikation          | Lokomotive Sofia        | 1:2             | 1:0 (H)       | 0:2 (A)       |
| 1997/98    | UEFA Champions League         | 1. Qualifikationsrunde | NK Maribor              | 0:3             | 0:2 (H)       | 0:1 (A)       |
| 2003/04    | UEFA-Pokal                    | 1. Qualifikationsrunde | APOEL Nikosia           | 1:5             | 1:2 (A)       | 0:3 (H)       |
| 2006/07    | UEFA-Pokal                    | 1. Qualifikationsrunde | IFK Göteborg            | 2:0             | 1:0 (A)       | 1:0 (H)       |
| 2006/07    | UEFA-Pokal                    | 2. Qualifikationsrunde | FC Gretna               | 7:3             | 5:1 (A)       | 2:2 (H)       |
| 2006/07    | UEFA-Pokal                    | 1. Runde               | Paris Saint-Germain     | 0:2             | 0:0 (H)       | 0:2 (A)       |
| 2007/08    | UEFA Champions League         | 1. Qualifikationsrunde | FC Pjunik Jerewan       | 0:2             | 0:0 (H)       | 0:2 (A)       |
| 2009/10    | UEFA Europa League            | 2. Qualifikationsrunde | Skonto Riga             | 2:1             | 1:1 (A)       | 1:0 (H)       |
| 2009/10    | UEFA Europa League            | 3. Qualifikationsrunde | ZSKA Sofia              | 1:2             | 0:1 (A)       | 1:1 (H)       |
| 2013/14    | UEFA Europa League            | 2. Qualifikationsrunde | Trabzonspor             | 2:7             | 2:4 (A)       | 0:3 (H)       |
| 2014/15    | UEFA Europa League            | 1. Qualifikationsrunde | Aberystwyth Town        | 9:0             | 4:0 (H)       | 5:0 (A)       |
| 2014/15    | UEFA Europa League            | 2. Qualifikationsrunde | FK Schachzjor Salihorsk | 1:6             | 0:1 (H)       | 1:5 (A)       |
| 2017/18    | UEFA Europa League            | 1. Qualifikationsrunde | FC Midtjylland          | 2:10            | 1:6 (A)       | 1:4 (H)       |
| 2018/19    | UEFA Europa League            | 1. Qualifikationsrunde | FK Dinamo Minsk         | 2:3             | 0:2 (H)       | 2:1 (A)       |
| 2020/21    | UEFA Europa League            | 1. Qualifikationsrunde | FK Riteriai             | 2:3             | 2:3 n. V. (A) | 2:3 n. V. (A) |
| 2022/23    | UEFA Europa Conference League | 1. Qualifikationsrunde | Riga FC                 | 0:4             | 0:2 (H)       | 0:2 (A)       |
| 2023/24    | UEFA Europa Conference League | 1. Qualifikationsrunde | HB Tórshavn             | 1:0             | 0:0 (A)       | 1:0 (H)       |
| 2023/24    | UEFA Europa Conference League | 2. Qualifikationsrunde | Kuopion PS              | 5:4             | 2:1 (H)       | 3:3 (A)       |
| 2023/24    | UEFA Europa Conference League | 3. Qualifikationsrunde | Tobyl Qostanai          | 1:1 (5:6 i. E.) | 0:1 (A)       | 1:0 n. V. (H) |
| 2024/25    | UEFA Conference League        | 1. Qualifikationsrunde | FC Bruno’s Magpies      | 2:3             | 0:2 (A)       | 2:1 n. V. (H) |

Gesamtbilanz: 52 Spiele, 13 Siege, 9 Unentschieden, 30 Niederlagen, 51:97 Tore (Tordifferenz −46)
Stand: 26. November 2024

## Statistiken
Der frühere Spielertrainer Peter Hutton ist mit 573 Einsätzen in der League of Ireland seit der Saison 1990/91 der Spieler mit den meisten Einsätzen in der League of Ireland. Mit 518 Einsätzen folgt Paul Curran und Sean Hargan mit 408 Spielen.
Die meisten Tore für Derry City schoss Jimmy Kelly. Zwischen 1930 und 1951 erzielte er 363 Tore. Nach der Aufnahme in die League of Ireland war Liam Coyle mit 112 Toren in 390 Spielen der erfolgreichste Torjäger.
Der höchste Sieg in der League of Ireland war ein 9:1-Erfolg gegen Galway United im Oktober 1986. Im Januar des gleichen Jahres musste die Mannschaft bei der 1:5-Niederlage bei Longford Town die höchste Niederlage einstecken. Der 5:1-Sieg beim FC Gretna im UEFA-Pokal war der höchste Auswärtssieg einer League of Ireland-Mannschaft in internationalen Wettbewerben.
Die höchste Zuschauerzahl in der League of Ireland-Ära wurde am 23. Februar 1986 aufgestellt. Damals sahen 9.800 Zuschauer die Pokal-Zweitrundenpartie gegen die Finn Harps. Die höchste Zuschauerzahl in der Irish Football League wurde in der Saison 1929/30 aufgestellt, als 12.000 Zuschauer das Spiel gegen den FC Linfield verfolgten.
Derry City musste sowohl in der Irish Football League als auch in der League of Ireland noch nie absteigen. Der Club ist einer von zwei Vereinen der League of Ireland, denen ein Triple gelang.

## Fans und Traditionen

### Fans
Derry City hat für irische Verhältnisse eine große, lautstarke und loyale Anhängerschaft. In der Saison 2006 hatte Derry mit 3.127 den höchsten Zuschauerschnitt aller Vereine der League of Ireland. Trotz der isolierten Lage wird die Mannschaft von einer großen Zahl von Anhängern zu den Auswärtsspielen begleitet. Etwa 3.000 Derry-Fans begleiteten ihre Mannschaft zum UEFA-Cup-Spiel gegen den schottischen Verein FC Gretna, während mehr als 2.000 zum Spiel bei Paris Saint-Germain mitreisten.
Als der Verein Anfang des 21. Jahrhunderts vor dem finanziellen Kollaps stand, sammelten die Fans in einer beispiellosen Aktion Geld für den Verein. Clublegende Peter Hutton fasste diese Aktion zusammen:

„Der Verein Derry City gehört den Bürgern der Stadt. Vor fünf oder sechs Jahren war der Verein auf den Knien und kurz vor dem Aus. Kein Millionär und kein Roman Abramowitsch kam, um dem Verein zu helfen. Es waren die Menschen und die Stadt, die den Verein gerettet haben. Die Leute taten, was sie nur konnten, um den Verein zu retten. Derry ist eine kleine Gemeinschaft, die sich um ihren Verein kümmert. Deshalb haben wir immer noch einen Verein. Und jeder Erfolg, den wir in dieser Saison haben, geht auf diese Rettung zurück.“

Der Großteil der Fans rekrutiert sich aus der katholisch-nationalistischen Bevölkerung der Stadt. Auch unter der protestantisch-unionistischen Bevölkerung gibt es Derry City-Fans. Der Verein hat mehrere Fanclubs.

### Rivalitäten
Über viele Jahre waren die Finn Harps aus Donegal der Hauptrivale von Derry City. Die Harps kommen aus der Derry aus gesehen nächstgelegenen Stadt mit einem League of Ireland-Verein. Beide Vereine gerieten zwischenzeitlich in finanzielle Probleme. Zu dieser Zeit halfen sich die Vereine gegenseitig, um aus dieser Situation herauszukommen. Da die Finn Harps zurzeit nur zweitklassig sind, kommt es nur noch selten zu Aufeinandertreffen beider Vereine. Später wurden St Patrick’s Athletic und der FC Shelbourne zu den Hauptrivalen von Derry.
Derrys Lokalrivale ist der FC Institute. Da dieser Verein in der nordirischen Liga spielt, besteht keine Rivalität zwischen den Vereinen, auch wenn Institute von der protestantisch-unionistischen Bevölkerung unterstützt wird. Derry Hauptrivale in der nordirischen Liga war der FC Linfield aus Belfast.

### Sicherheitsdienst
Eine Besonderheit stellt der Sicherheitsdienst im Stadion dar. Derry City ist der einzige Verein, bei dem weder Polizei noch andere Sicherheitskräfte im Stadion für Ordnung sorgen. Der Verein stellt eigene Ordner auf, die auf freiwilliger Basis für Sicherheit im Stadion sorgen. Mit der Aufnahme in die League of Ireland 1985 erhielt der Verein von der UEFA Unterstützung für diese Politik, da man befürchtete, das die Anwesenheit der Royal Ulster Constabulary eher Unruhe provozieren denn verhindern würde. Die Aufstellung eines eigenen Sicherheitsdienstes wurde zum Erfolg. Seit über 20 Jahren laufen Spiele mit bis zu 10.000 Zuschauern ohne Zwischenfälle ab, ohne dass ein einziger Polizist anwesend war.
Auf der anderen Seite festigte sich die Identität von Derry City als irisch-nationalistischer Verein, so dass der Anteil protestantischer Fans kontinuierlich zurückging. Durch den Friedensprozess und das Karfreitagsabkommen verbesserte sich die politische Situation in Nordirland und Spiele gegen Vereine mit unionistischem Hintergrund wie z. B. Linfield verliefen ohne größere Zwischenfälle.

### „Cityview“
Mit dem Einstieg in die Football League of Ireland im Jahre 1985 erscheint zu jedem Heimspiel das Stadionheft „Cityview“. Das Magazin wurde vom inzwischen verstorbenen Paddy Doherty ins Leben gerufen. Cityview bietet Informationen über Derry City und den jeweiligen Gast am Spieltag, Nachrichten aus der nationalen und internationalen Fußballwelt, Interviews, Statistiken und vieles mehr. Während der Saison 2006 wurden oftmals innerhalb einer Stunde vor Spielbeginn 1.000 Exemplare des Hefts verkauft. Das Heft wird zu einem Preis von zwei Pfund Sterling verkauft.
Cityview gilt als integrales Element der Derry City-Fans. Die durch den Verkauf des Heftes erzielten Erlöse kommen dem Verein zugute. Dadurch trug das Heft auch zur Verbesserung der finanziellen Situation des Vereins bei. Für die lokale Wirtschaft sind Werbeanzeigen im Heft eine lohnende Angelegenheit, da die City-Fans loyal diejenigen unterstützen, die den Verein unterstützen.

### Derry City in der Popkultur
Der Verein Derry City tauchte mehrfach in der Popkultur auf. 1980 veröffentlichte die aus Derry stammende Punkband The Undertones die Single My Perfect Cousin. Auf dem Cover sieht man eine Subbuteo-Figur, die die Vereinsfarben von Derry City trägt. Im dazugehörigen Musikvideo sieht man den Sänger Feargal Sharkey, wie er in einem Derry-City-Trikot Fußball spielt. Auf dem Cover der zweiten Single der Band, Get Over You, sieht man den Vereinsnamen abgebildet. Eine weitere Single der Undertones, Teenage Kicks, gilt als Vereinshymne und wird regelmäßig vor Spielbeginn bzw. während der Halbzeitpause gespielt.
Die Partie zwischen dem FC Shelbourne und Derry City in der Saison 1996/97 war das erste Spiel der League of Ireland, das live im Fernsehen übertragen wurde. Ein kurioses Tor des Finn-Harps-Verteidigers Terry Leake zu Gunsten von Derry City – Leake lupfte den Ball über den Torwart ins eigene Tor – tauchte in der BBC-Sendung A Question of Sports auf. Anfang 2007 tauchte Derry City in der RTÉ-Serie The Panel auf, als der irische Komödiant Karl Spain aus einer Tasse trank, auf der das Logo von Derry City abgebildet war. In zwei weiteren Folgen war diese Tasse ebenfalls zu sehen. Es stellte sich heraus, dass Seamus Cassidy, einer der Produzenten der Sendung, ein Fan von Derry City ist.
Ein weiteres Medium, in dem Derry City auftauchte, ist das Radio. Am 20. April 2005 strahlte RTÉ Radio 1 die Audio-Dokumentation The Blues and the Candy Stripes aus. Produziert wurde diese Dokumentation nach dem Freundschaftsspiel zwischen Derry City und dem FC Linfield am 22. Februar des gleichen Jahres.

### Sonstiges
Der Verein veröffentlicht regelmäßig einen Podcast namens iCandy. Dieser Podcast bietet Informationen und Meinungen rund um den Verein. Die lokale Tageszeitung Derry Journal veröffentlichte einen Aprilscherz, nachdem Gary Lineker einen Vertrag bei Derry City unterschrieben hat.